# 330 Adalberta
330 Adalberta (mednarodno ime je 330 Adalberta) je asteroid v glavnem asteroidnem pasu. 

## Odkritje
Asteroid je odkril nemški astronom Max Wolf (1863 – 1932) 2. februarja 1910 v Heidelbergu. Že 18. marca 1892 je Max Wolf s pomočjo fotografije odkril neko telo, ki je dobilo oznako 330 Adalberta (1892 X). Pozneje so ugotovili, da je bila na posnetku zvezda. Oznaka 330 Adalberta se je pozneje uporabila za asteroid, ki ga je leta 1910 odkril prav tako Max Wolf.

## Lastnosti
Asteroid Adalberta obkroži Sonce v 3,88 letih. Njegova tirnica ima izsrednost 0,252, nagnjena pa je za 6,756° proti ekliptiki.